# Hệ sinh thái nước ngọt

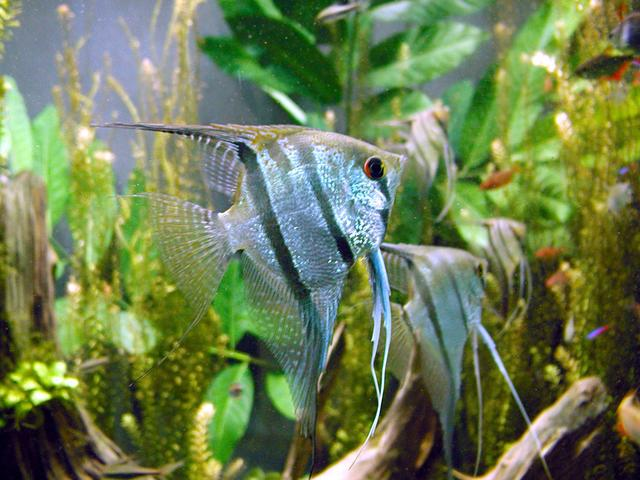
Cá nước ngọt

Hệ sinh thái nước ngọt là tập con của hệ sinh thái thủy sinh trên Trái Đất bao gồm hệ sinh thái hồ, ao, hệ sinh thái sông, suối và mạch nước, đất ngập nước. Hệ sinh thái nước ngọt tương phản với hệ sinh thái biển với nồng độ muối rất thấp. Hệ sinh thái nước ngọt có thể được phân loại theo nhiều nhân tố khác nhau, bao gồm nhiệt độ, ánh sáng xuyên qua và thực vật.
Hệ sinh thái nước ngọt cũng có thể được phân chia hệ sinh thái nước tĩnh và hệ sinh thái nước động.